# Grand Prix d'Isbergues 2008
Il Grand Prix d'Isbergues 2008, sessantaduesima edizione della corsa e valida come evento dell'UCI Europe Tour 2008, si svolse il 21 settembre 2008, per un percorso totale di 201,2 km. Fu vinto dal francese William Bonnet che giunse al traguardo con il tempo di 4h54'58" alla media di 40,92 km/h.
Al traguardo 64 ciclisti portarono a termine il percorso.

## Ordine d'arrivo (Top 10)
| Pos. | Corridore            | Squadra         | Tempo    |
| ---- | -------------------- | --------------- | -------- |
| 1    | William Bonnet       | Crédit Agricole | 4h54'58" |
| 2    | Wesley Sulzberger    | F. des Jeux     | s.t.     |
| 3    | Chris Anker Sørensen | CSC-Saxo Bank   | s.t.     |
| 4    | Nicolas Vogondy      | Agritubel       | s.t.     |
| 5    | Floris Goesinnen     | Skil-Shimano    | s.t.     |
| 6    | Cyril Gautier        | Bretagne        | s.t.     |
| 7    | Thomas Voeckler      | Bouygues Tél.   | s.t.     |
| 8    | Frédéric Guesdon     | F. des Jeux     | a 4"     |
| 9    | Tyler Farrar         | Garmin          | a 10"    |
| 10   | Cédric Pineau        | AG2R La Mon.    | a 1'10"  |